# .bz
.bz — национальный домен верхнего уровня для Белиза, расположенного в Центральной Америке.
Благодаря усилиям компании University Management LTD (UMLTD) с 2000 года домены .bz позиционируются как «домены для бизнеса».
Компания UMLTD в 2000 подала на ICANN в суд, пытаясь запретить создание зоны .biz или .ebiz, аргументируя это тем, что появление такой зоны приведёт к недобросовестной конкуренции; но её иск не был удовлетворён, и зона .biz в 2001 году всё-таки была создана.
Благодаря совпадению имени зоны и аббревиатуры итальянской провинции Больцано, многие итальянские сайты находятся на доменах второго уровня в зоне .bz. Кроме того, в зоне .bz зарегистрированы некоторые серверы игры BZFlag.